# Kopisko
Kopisko (także: Podchełmiec, niem. Winkler-Berg, Winklerberg) - szczyt górski o wysokości 688 m n.p.m. w Masywie Chełmca w Górach Wałbrzyskich, w jego południowym ramieniu, pomiędzy szczytami Cichawą na północy i Boguszówką na południowym zachodzie. Leży w obrębie Boguszowa-Gorców. Jest zbudowany z dolnopermskich porfirów. W większości porasta go las mieszany.
W 1902 na jego szczycie zbudowano kamienną wieżę Bismarcka, wysadzoną w 1947.

## Szlaki turystyczne
Obok szczytu prowadzi:
- zielony: Trójgarb – Chełmiec – Dzikowiec Wielki